# Alekseevskoe
Alekseevskoe (in russo Алексеевское?; in tartaro: Әләски) è un insediamento di tipo urbano che si trova nella Repubblica autonoma del Tatarstan, in Russia. È il centro amministrativo del distretto Alekseevskij. 
L'insediamento è situato sulla riva del bacino di Samara, 80 km a sud-est di Kazan' e 35 km a ovest di Čistopol'. A nord-ovest di Alekseevskoe sulla strada R239 si diparte un ponte di 11 chilometri, inaugurato nel 2002, che attraversa il bacino.